# Jan Sedlák (historik umění)
Jan Sedlák (24. června 1943, Brno – 31. červenec 2016) byl český historik umění, zaměřený na dějiny architektury na Moravě, pracovník státní památkové péče a vysokoškolský pedagog.

## Biografie
V letech 1957–1961 vystudoval Školu uměleckých řemesel v Brně, oddělení užité malby v architektuře (Otakar Zemina). Od roku 1964 studoval dějiny umění na Filozofické fakultě Univerzity Jana Evangelisty Purkyně (prof. V. Richter, A. Kutal, B. Lacina, A. Friedl, I. Krsek, J. Sedlář). Diplomovou práci K problematice parléřovských vlivů v moravské architektuře obhájil jako rigorózní roku 1970.
Od roku 1968 byl odborným pracovníkem a vedoucím oddělení Krajského střediska státní památkové péče a ochrany přírody v Brně. Od roku 1987 pracoval jako odborný asistent, od roku 1992 docent, od r. 1998 profesor na Fakultě architektury Vysokého učení technického v Brně, následně, až do své smrti roku 2016, na Fakultě výtvarných umění VUT. Od 1. prosince 2000 do roku 2003 byl děkanem Fakulty výtvarných umění VUT, v letech 2004-2006 vedoucím Katedry teorií a dějin umění.
Od roku 1992 byl členem Poradního sboru rady města Brna pro kulturní politiku (1999–2002 předseda), byl členem vědeckých rad VUT, FA VUT, FF MU a PedF MU v Brně, vědecké rady Univerzity T. Bati ve Zlíně (2001-04) a od roku 2000 umělecké rady FAVU VUT Brno.

### Ocenění
- 1996 Cena města Brna v oboru architektura

## Dílo
Jeho odborný zájem se týkal především architektury historismu, secese a meziválečného modernismu. Publikoval například knihy o brněnské secesi a brněnských vilách, věnoval se také moravské tvorbě Jana Blažeje Santiniho-Aichla. Spíše okrajově se věnoval také malířskému dílu, konkrétně dílu Henriho de Toulouse-Lautrec a Paula Gauguina.